# 近畿地方のローカルヒーロー一覧
近畿地方のローカルヒーロー一覧（きんきちほうのローカルヒーローいちらん）は、近畿地方で作られたローカルヒーローの一覧記事。

## 一覧

### 三重県
- ブレイク戦隊ヘンタイジャー - 桑名市・東員町のローカル戦隊。伊勢志摩を中心に三重県の活性化を狙った組織。
- 観光戦隊イセシマン - ウェイバックマシン（2003年6月24日アーカイブ分） - 伊勢志摩の観光平和を守る組織。
- 仮面エビダー - 伊勢志摩のヒーロー。ストラップなどのグッズで展開されている[1]。
- 津に来て戦隊ツヨインジャー - 津市の観光促進を目的としたローカル戦隊。
- 新風戦隊マワルンジャー - 久居市のローカル戦隊。風力による新エネルギーをアピールすることが目的。
- はまぐりマン - 四日市市ご当地キャラクター。
- すずフェス戦隊オドルンジャー - 鈴鹿市のすずかフェスティバルPR用に企画されたローカル戦隊。
- BUDOKA集団ショウレンジャー - 名張市のLHPによるローカル戦隊。
- 赤目集団ウォーターフォールズ - 名張市の赤目四十八滝がモチーフ。
- 119団アンシンダー - 名張市観光協会が企画した名張市の現役消防士が扮している。
- 伊賀牛集団 部位3（いがぎゅうしゅうだんブイスリー） - 名張市の精肉店がLHPと共に伊賀牛PRのため企画した。
- 名GO夢集団ランポーレ（なごむしゅうだんランポーレ） - 名張市のLHPと地元のサッカークラブ「M.I.E.ランポーレFC」との共同企画。
- 快人二十面相 - 名張市のヒーロー。名張市が江戸川乱歩生誕の地であることから、怪人二十面相がモデルになっている。
- 赤目忍者 - 名張市赤目町の現代に生きる伊賀忍者集団。
- ポイント戦隊タマレンジャー - 鈴鹿市の地元企業・アユプロジェクトが企画。
- KIHOKU戦隊アババイン - 三重県紀北町をコッペ星人（コッペゴンタ、ヤタゲタン）から守るために未来から来たヒーロー。アルファレッド、マンボウブルー、ササユリピンクの3人組。
- 忍びの勇者イガジャー - 三重県を守るために生まれた（日本に初おけるフランスのローカルヒーロー）ライトモチーフ:「子どもの笑顔は、世界で最も美しく守るべきもの」。

### 滋賀県
- 交通安全カクニンジャー - 甲賀町（現・甲賀市）のローカル戦隊。忍者の扮装で交通安全運動を行っている。
- 環境戦隊ゴミらレンジャー - 滋賀県立大学の学園祭・湖風祭で毎年行われている寸劇で、ゴミ分別などの環境啓蒙を行っている。
- エコ忍者 - 滋賀県琵琶湖環境部のイメージキャラクター。忍者の扮装をしたローカル戦隊。
- 甲賀戦隊ゴニンジャー - 甲賀市のケーブルテレビ局甲賀ケーブルネットワーク（旧社名：水口テレビ）のイメージキャラクター。
- 滋賀ッツマン - びわ湖放送のキャラクター。県全域の擬人化である「のほほんヒーローズ」という各種ローカルヒーローも登場する（堅田や守山など）。映画化もされた。

### 京都府
- 醍醐五大伝道法士ゴダイリキ - 京都市伏見区醍醐寺の「五大力さん」の五大明王の力を授かり、文化・歴史の故郷とされる“京都”から全国に向けて力を発信する。
- 科学戦隊実験じゃ! - 京都府で活動する戦隊。各地で科学実験イベントを開催している。
- 消防戦隊ヒガデンジャー - 京都市山科区消防団鏡山分団所属。
- エコファイター - 京都市のほか、近畿地方全域や岡山県で環境に関するショーを行う。
- 嵯峨野戦隊アラシヤマン - 京都市右京区嵐山のローカル戦隊。
- 法華戦隊ミョウレンジャー - 京都市西陣のローカル戦隊。
- 地域戦隊キミレンジャー - 綾部市で活動のローカル戦隊。
- のぶちゃんマン - 家具店「家具の宝島」のイメージキャラクターで、社長自らが扮する。
- 同志社戦隊ニイジマン - 京田辺市。同志社大学のサークルが企画した。
- 同志社戦隊タナレンジャー - 京田辺市・京都市。同志社大学のヒーローショー同好会が企画。
- 舞鶴防衛戦隊チャッタマン - 舞鶴市のローカル戦隊。
- 怨念戦隊ルサンチマン - 京都大学アニメ研究会が1997年に製作した同名タイトルの自主制作映画に登場する戦隊。
- レジェンドオブホクト - 綾部市、福知山市、舞鶴市を中心とした京都府北部のヒーロー。
- 必筆超人ライトロン - 綾部市、京都府北部を中心に2025年7月1日より活動開始。作者が中学生の頃考えたイラストを新たに描き、造形・製作された。

### 大阪府
- 轟竜キャプテンドリーム - 1994年から1996年に大阪府東大阪市で舞台と映像が公開された、ローカルヒーローのはしり的作品（当時の『宇宙船』誌[どれ?]に紹介記事有り）。キャラクターデザインと舞台演出を『ゾアハンター』『神曲奏界ポリフォニカ』『ラブプラス』を手がけた大迫純一が、映像演出とシナリオを『Kawaii! JeNny』の今井聡が担当。
- 時空救助隊セイバー - ウェイバックマシン（2008年12月4日アーカイブ分） - 大阪府で地球温暖化防止活動の普及啓発と実践の促進に努めている。
- ゲーダイガー - 大阪芸術大学の芸大アクションチーム（通称:GAT）による戦隊もの。
- パンダ戦隊パンダレンジャー - 近畿地方を中心に活動している劇団テイルスのぬいぐるみ劇のキャラクター。
- 商工戦隊まもるンジャ〜 - 大阪府商工会青年部連合会が企画したローカル戦隊。
- 商工戦隊あきんどV - 四條畷市のローカル戦隊。
- 七色線隊ナナニンジャー - 大阪市交通局のマスコットキャラクター。
- キンギマン - 近畿技術事務所のマスコットキャラクター。
- クリーン戦隊エコレンジャー - 枚方市のローカル戦隊。環境活動の啓発が目的。
- 超人アマノンガー[2] - 交野市を拠点に活動する正義のヒーロー。天の川の正義の使者とされており、2008年7月26日の天の川七夕フェスタ2008[リンク切れ]でデビューした。
- 超人ハチカヅキ・ネーヤ[2] - 寝屋川市の変身ヒロイン。鉢かづき姫の子孫とされる女性がウグイスと合体・変身した姿。
- 超人クラワンガー[2] - 枚方市のヒーロー。宿場町であった枚方市の平和と旅人の安全を守る。
- 地球戦隊エコレンジャー - 吹田市の民間企業企画のヒーロー。
- 素振戦隊ピンポンマン - 大阪市のローカル戦隊。CGのみで展開。
- 関西戦隊A-yan!!れんじゃ〜 - 大阪市のローカル戦隊。
- 日本橋戦隊バシレンジャー - 大阪市・日本橋電気街のローカル戦隊。日本橋フェスタ2007年度版「日本橋コスプレまつり2007」のイメージキャラクターとして企画された。
- 英雄戦隊コーダイガー - 2005年より南河内地域を中心に活動するローカル戦隊。ヤマトタケルや聖徳太子などの地域の伝説や歴史上に人物をモチーフにしており、例年5月に行われる、はびきのフェスティバルで大きくドラマが動くWWE方式でストーリーを展開している。NHK教育テレビ『ストレッチマン2』やフジテレビ『日本語探Qバラエティ クイズ!それマジ!?ニッポン』への出演経験を持つ。
- 大阪ナンパ戦隊タコヤキレンジャー - 大阪市難波地区のローカル戦隊。ストラップで展開。
- 大阪王将戦隊ギョーザレンジャー
- マナーアップ戦隊マナブンジャー - 阪急電鉄のマナー向上戦隊。
- 先っちょマン - MBSテレビ『痛快!明石家電視台』と『ちちんぷいぷい』に不定期で登場。
- ご近所ヒーロー タコヤキン - テレビ大阪のCM・たこるくん編に登場するキャラクター。
- アイドル戦隊バットエンジェル - 関西テレビ『BAT.corp』の企画発のローカル戦隊。
- ヒーロー - よみうりテレビのミニ番組『ヒーローズ』に登場するヒーロー。
- 斬セイバー - 大阪発の特撮ヒーローDVD作品。
- 超新星スバルファイブ- 富田林市で活動している。
- タコQ戦隊ヤイテンジャー - ご当地キューピーストラップをご当地戦隊にアレンジしたもの。
- 浪速伝説トライオー - 制作には『超神ネイガー』のスタッフらが協力している。
- 地球戦士ゼロス - 「犯罪ゼロ」「環境破壊ゼロ」「公共マナー違反ゼロ」を日夜子供達に啓発しながら、地球環境破壊を目論む悪の組織と戦う正義のヒーロー。好物は、有名な防犯標語になっている「いかのおすし」。
- アスカイザー - 河内飛鳥や近つ飛鳥と呼ばれる大阪府南河内地域で2012年5月21日にデビューしたローカルヒーロー。
- イヌナキン - 大阪府泉佐野市イメージキャラクターの超人。一般公募のデザインをゆでたまごがリデザイン。
- 関空戦士ラピートルジャー - 南海電気鉄道の空港特急ラピートをモチーフとしたヒーロー。
- サイクルアーマーズ - 堺市のローカルヒーロー。堺市の自転車・刃物・古墳をモチーフとしており、おもに自転車マナー向上の啓発活動を行っている。リーダーのサーカイチスをはじめ、昆虫をイメージした8人のメンバーで構成されている。
- スピリチュアルマン-大阪日本橋に初めて舞い降りたアンドロメダ銀河のマニア星からやってきた宇宙人。スピリチュアリズムを広めることが使命のローカルヒーロー。また先代のライブパフォーマーだったスーパーマニア人から受け継いだアニソン特ソンを歌うこともあり、ライブラストには、スピリチュアルメッセージをお伝えしている。
- MAMORU (マモル) -大阪府守口市出身の平和を愛す最強ヒーロー。ヒーローで人を幸せにしたいがモットー。森本亮治代表。笑いとかっこよさを模索中。
- アート戦士エーヤンダーV（ファイブ）- 2007年関西戦隊A-yan!!れんじゃ〜、2008年アート戦士エーヤンダー5（ファイブ）から改称。関西を悪い子でてんこ盛りにする怨怒霊団（おんどれだん）と戦う大阪のご当地ヒーロー。赤、青、黄、桃、緑、白、黒、銀色、紅白、水色、ゆず、きなこ、あずき、真紅、橙、真珠、橄欖、そして2010年に探偵ナイトスクープに出演した際に群青が誕生した。参加型ご当地ヒーローで、現在180色まで目指している。

### 兵庫県
- 潮干狩り戦隊ホルンジャー「新舞子観光協同組合」潮干狩りの存続と戦うヒーロー[3]

- スーパーウィング - 神戸ウイングスタジアムのマスコットとして誕生したヒーローで、神戸市の地域活性化活動も行っている。
- 環境戦隊えこぴいファイブ - 三木市。県立三木北高校の環境研究サークル「ECO-P」が運営している「環境を守るため」の戦隊。
- 阪神応援戦隊アマレンジャー - 尼崎市三和通り商店街の阪神タイガース応援PR隊。
- 分別戦隊ゴミワケルンジャー - 尼崎市のローカル戦隊。ゴミの分別啓発が目的。
- 防犯戦隊！フセグンジャー!! - 防犯だけでなく、色々なものを防ぐローカル戦隊。『24時間テレビ』とのタイアップや明石市の各種イベントや国際交流など、幅広く活動している。
- 迷惑駐輪ナクスンジャー - 明石市西明石南町商店街のローカル戦隊。駐輪禁止区域内の放置自転車を無くするために活動。
- 軌道星隊シゴセンジャー - 明石市立天文科学館が運営するローカル戦隊。
- スクランブルヒーロー白夜 - 姫路市。自主制作映画発のヒーロー。
- 播州戦士ソウルダー - 相生市のローカルヒーロー。主に播州地方を拠点として活動する。相生ペーロン祭で使用されるドラゴンボートがモチーフ。ショーで訪れた地方のデータを胸にあるソウルサーバーに蓄積し、その土地の特産品や名物を自分の力に変換できる。たつの市にある喫茶店「cafe 三九番地」の中に秘密基地があるらしい。2013年4月3日、神戸新聞に記事が掲載される。同年6月29日、サンテレビ『西はりまサタデー9』にてテレビ出演を果たす。同年8月16日、原作者ブログにて [4]への参戦が発表される。現在[いつ?]、映像作品の制作も進行中。
- 関西戦隊アキンド5 - 同人誌発のローカル戦隊。自主制作テーブルトークRPGで展開。
- ポストレンジャー - 神戸市のローカル戦隊。
- 義士ライダー47 - 赤穂市のヒーロー。『忠臣蔵』がモチーフ。
- 香美超戦隊オジレンジャーGEO（かみちょうせんたいジオ） - 香美町のローカル戦隊。同町小代区の有志が結成したものを、香美町商工会青年部が山陰海岸ジオパークの中央部に位置する同町のヒーローとして発展させた。
- タカレンジャー - 多可町で活動するご当地ヒーロー戦隊。ふるさと納税するとタカレンジャーゴールドになれる。
- 城崎泉隊オンセンジャー - 城崎温泉のローカル戦隊。ソトユレッド・ユカタブルー・ムギワライエローの3人。城崎温泉の風情と伝統を守り、観光客の誘致を目指して活動している。敵はキガワール将軍、湯桶怪人スカーン、手下のチョッカイ
- 仮面戦士ナイスマン - 神戸市を拠点に日本全国で活動するローカルヒーローで、キャッチコピーは「ナウでヤングな正義の味方」。動画共有サイトYouTubeでコメディ系の短編特撮映画やバラエティ番組を制作しているユニットチーム「GOD FILM」により運営されている。惑星ナイスから地球の平和を守るためやってきた。地球上での姿は「内山田まさし」。代表の後藤むさしは神戸芸術工科大学出身で、ヒーローや悪役のデザイン・制作からアクション・演出までのほとんどを手掛ける。
- KDUヒーローズ - 神戸芸術工科大学の「特殊造形部」が創作するヒーローキャラクターの連合体。特定のヒーローを主軸とするのではなく、部員各自が自由にヒーローを作成しているので、次々と新しいキャラクターが誕生している。
- 光速機動スカイアン - 尼崎市を拠点に活動している。「転送技術研究所」のソラノ博士の孫「ソラノ ユウタ」が、専用携帯端末「シンクロプライマー」を用いて特殊装甲「メタルテクター」を纏った姿。
- チョーダイナー - 兵庫県の一部と大阪市の一部を対象とするケーブルテレビベイ・コミュニケーションズの「ベイコムチャンネル」で放送されている視聴者プレゼントヒーロー。
- 桜花爛漫 舞桜（チェリースピリット マオ） - 西宮市。夙川舞桜をモチーフとする女性単身ヒーロー。『浪速伝説トライオー』サイデンナーの声優や男女熱血シンガーユニット万能竜巻のメンバーとしても知られる城田舞姫がプロデュースする。
- ハイブリッド戦士サムライガー - 姫路市のご当地ヒーロー。姫路の未来と環境を考える人々の思いから誕生したヒーロー。メンバーはサムライガーとカワライダー。環境破壊が大好きな「エゴ魔人」と日々戦っている。
- 神銃ブラスタージョー　北山商店が運営する-神戸市を中心に活動するローカルダークヒーロー。秘密諜報機関アンダー・ザ・ローズと戦っている。

### 奈良県
- 輝甍戦士フェスティバン（きぼうせんしフェスティバン） - 奈良教育大学の学園祭・輝甍祭（きぼうさい）のヒーロー。
- 環境戦隊マモルンジャー - 下市町のローカル戦隊。環境活動の啓発が目的。
- ヤマタマレンジャー - 橿原市のコミュニティーネット・ラジオ局「YNC」のWEBラジオドラマで展開。
- YAMATO超人ナライガー - 奈良県の環境と平和を守るヒーロー。
- ゆららレンジャー
- 万葉戦士 皇（MIKOTO） - 奈良県桜井市のご当地ヒーロー。社団法人桜井青年会議所（桜井JC）が創立40周年を記念し、日本書紀などに登場する地元ゆかりのヤマトタケルノミコトと白鳥をイメージして考案。「桜の盾（たて）」「吉野アロー（弓矢）」「八咫烏（やたがらす）の剣」を駆使して戦う。
- マスクドDJ 雷音（らいおん） - 奈良・三条通を拠点に活動する仮面のラジオDJ。獅子の顔を模した黒い仮面と甲冑やコートを身に纏い人知れず悪と戦っているらしいダークヒーロー。正体は地元FM局で夜の番組を担当しながら、昼間は小さな喫茶店のマスターをしているジョータローこと道上承太郎。マスクによって顔は隠され変身前の顔を知る者は数少ないが、変身者がジョータローである事は隠していない。東京時代には声優をしていた。また、プロモデラーとしての顔も持ち合わせている。

### 和歌山県
- 時空機動隊カイセー - ウェイバックマシン（2008年12月4日アーカイブ分） - 和歌山県地球温暖化防止活動の普及啓発と実践の促進に努めている。
- 紀ノ國戦隊紀州レンジャー - 和歌山県の特産品産業活性化のために企画された、ゆるキャラタイプのローカル戦隊。東映から許諾を得ている。メンバーの一人「タチレンジャー」は、テレビ東京『TVチャンピオン』の「第一回ゆるキャラ日本一決定戦」に出場したことがある。
- 未来戦士デニズマン - 串本町。
- みかん戦隊オレンジャー - 湯浅町。
- 南紀シラハマン - この手のストラップグッズでは珍しく2人組構成になっている。
- 超烏人ガイナ - 日本神話に出てくる三本足のカラス「八咫烏」の化身。ゆるキャラグランプリに出場したこともある妖怪「だるだる」とは師弟関係。
- カイナンマン → 熊野來神エーワッショー - 海南市。「カイナンマン」が修行を経て「熊野來神エーワッショー」へと覚醒。